# Ар'єж (річка)
Ар'єж (фр. Ariège) — річка на півдні Франції, права притока Гаронни. Бере початок у Піренеях, де проходить кордоном між Францією та Андоррою.
Протікає територією названого за річкою департаменту Ар'єж та департаменту Верхня Гаронна. Основні муніципалітети, розташовані на берегах Ар'єжа: Акс-ле-Терм, Фуа, Пам'є, Тараскон-сюр-Ар'єж.
Впадає до Гаронни у Порте-сюр-Гаронн, розташованому дещо південніше Тулузи.